# Łosośniki (województwo pomorskie)
Łosośniki (niem. Lauterbach) – osada leśna w Polsce położona w województwie pomorskim, w powiecie bytowskim, w gminie Miastko.
W latach 1975–1998 miejscowość administracyjnie należała do województwa słupskiego.